# Горобейниця пурпурово-синя
Горобейниця пурпурово-синя, егоніхон фіолетово-голубий (Aegonychon purpurocaeruleum) — вид рослин з родини шорстколистих (Boraginaceae), поширений у Європі й на південний схід до північного Ірану.

## Опис

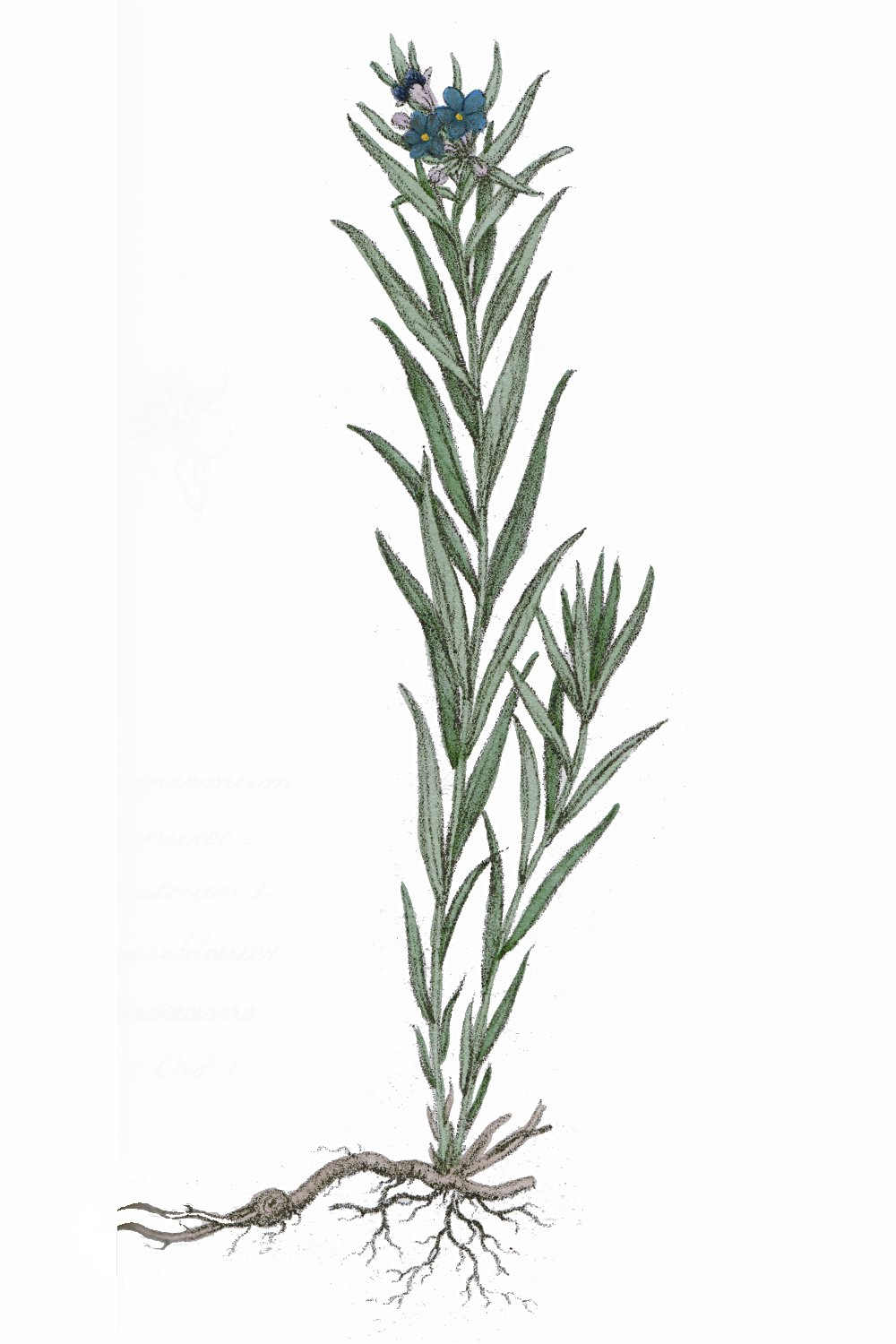
ілюстрація

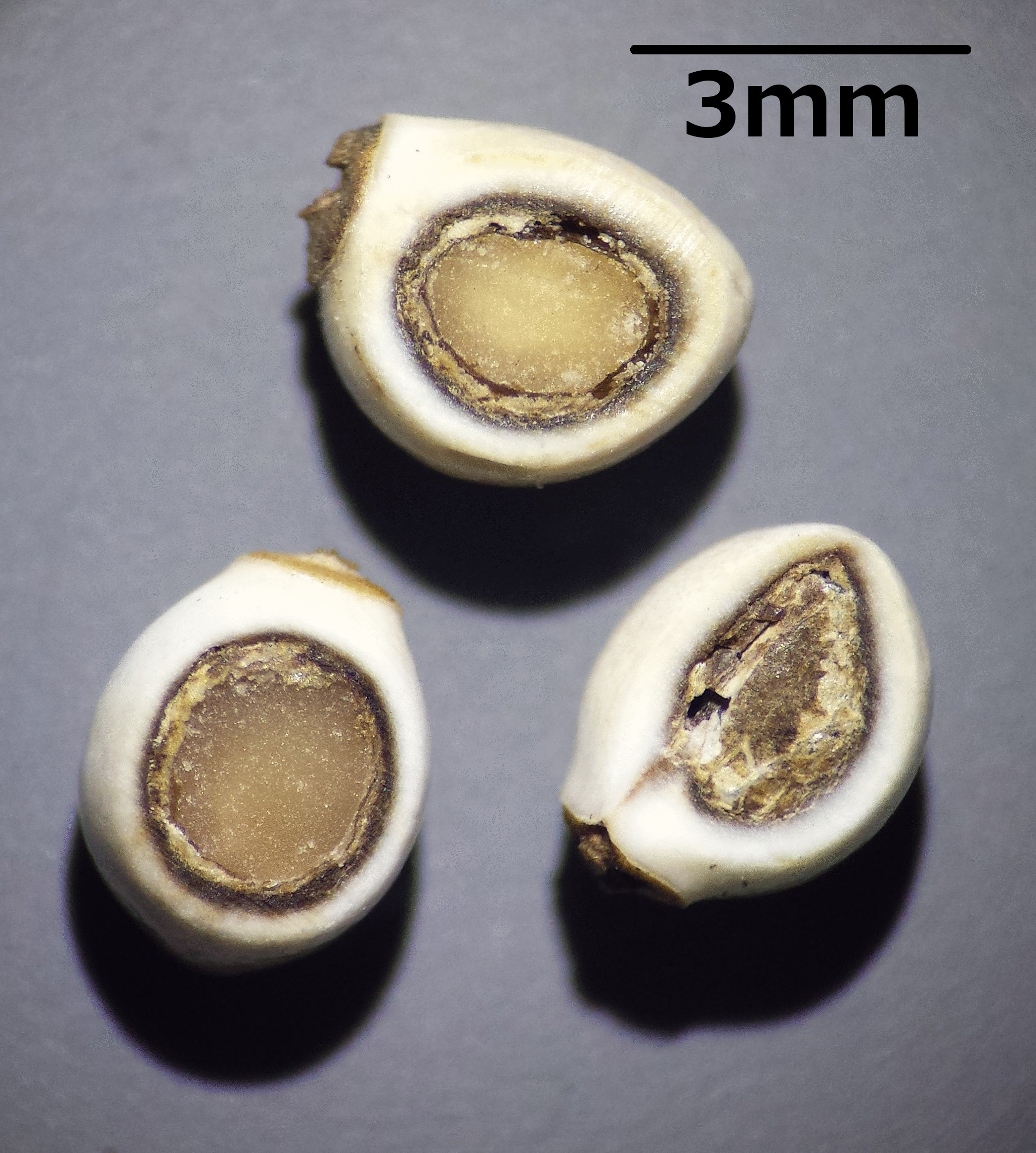
плоди

Багаторічна рослина 50–100 см. Рослина без прикореневих розеток і безплідних пагонів, здебільшого коротко притиснуто-волосиста. Стебла (є тільки квітконосні) прямі, вгорі зазвичай волотисто-гіллясті. Листки густо розташовані, цільні, ланцетні, довго загострені. Квітки дрібні, спочатку в густих, при плодах сильно видовжених завитках. Чашечка ≈ 4 мм довжиною; віночок злегка її перевищує, 4-5 мм в діаметрі, білий або жовтувато-білий. Горішки білі, блискучі, гладкі.

## Поширення
Поширений у Європі й на південний схід до північного Ірану.
В Україні вид зростає у світлих лісах, серед чагарників, на сухих відкритих і засмічених місцях уздовж доріг, на полях — на всій території зазвичай; у Карпатах до підніжжя гір; у Криму в усіх гірських районах до яйл включно.

## Використання
Декоративна, жиро-олійна, медоносна рослина.